# BROTHERS CONFLICT
BROTHERS CONFLICT(브라더스 컨플릭트)는 단행본을 바탕으로 드라마 CD, 게임이나 TV 애니메이션 등을 전개하고 있는 미디어 믹스 작품. 기획 · 원안은 카노세 아츠코, 시나리오는 미즈노 타카시(엠투), 일러스트는 우다조가 담당하고 있다. 메인이 되는 「신감각 비주얼 스토리」 기획은 『실프』(KADOKAWA 아스키 미디어 워크스)에서 2010년 5월 22일 발매의 7월호(월간화 제1호)부터 연재가 시작. 약칭은 「브라콘」.

## 개요
주인공인 여고생은 아버지의 재혼으로, 30대부터 초등학생까지 13명의 남자뿐인 형제를 둔 아사히나가의 일원이 된다. 그의 출현으로 그동안 평온했던 형제들의 생활에 변화가 나타나고 어느덧 그를 둘러싼 컨플릭트(충돌)가 발생한다.

## 등장인물

### 주요인물
아사히나 에마 (朝日奈 絵麻)
성우 : 사토 리나
본작의 주인공.
쥬리 (ジュリ)
성우 : 카미야 히로시
에마(주인공)가 키우고 있는 애완용 다람쥐(♂)

#### 아사히나 형제
아사히나 마사오미 (朝日奈 雅臣)
성우 : 오키츠 카즈유키
아사히나가의 장남.
아사히나 우쿄 (朝日奈 右京)
성우 : 히라카와 다이스케
아사히나가의 차남.
아사히나 카나메 (朝日奈 要)
성우 : 스와베 쥰이치
아사히나가의 삼남.
아사히나 히카루 (朝日奈 光)
성우 : 오카모토 노부히코
아사히나가의 사남.
아사히나 츠바키 (朝日奈 椿)
성우 : 스즈무라 켄이치
아사히나가의 5남이자 세 쌍둥이 중 첫째.
아사히나 아즈사 (朝日奈 梓)
성우 : 토리우미 코스케
아사히나가의 6남이자 세 쌍둥이 중 둘째.
아사히나 나츠메 (朝日奈 棗)
성우 : 마에노 토모아키
아사히나가의 7남이자 세 쌍둥이 중 막내.
아사히나 루이 (朝日奈 琉生)
성우 : 타케우치 켄
아사히나가의 8남.
아사히나 스바루 (朝日奈 昴)
성우 : 오노 다이스케
아사히나가의 9남.
아사히나 이오리 (朝日奈 祈織)
성우 : 나미카와 다이스케
아사히나가의 10남.
아사히나 유스케 (朝日奈 侑介)
성우 : 호소야 요시마사
아사히나가의 11남.
아사히나 후토 (朝日奈 風斗)
성우 : KENN
아사히나가의 12남.
아사히나 와타루 (朝日奈 弥)
성우 : 카지 유우키
아사히나가의 13남이자 막내.

### 그 밖 인물
히나타 린타로 (日向 麟太郎)
성우 : 테라소마 마사키
에마(주인공)의 아버지. 모험가이자 집에는 자주 없다.
아사히나 미와 (朝日奈 美和)
성우 : 이이다 나오미 (게임판) / 이노우에 키쿠코 (TV 애니메이션판)
형제들의 친어머니로 에마(주인공)에게는 계모뻘이다.